# Банк Республіки Гаїті
Банк Республіки Гаїті (фр. Banque de la République d'Haïti) — центральний банк Гаїті.

## Історія
У жовтні 1910 року підписаний договір з франко-германо-американським консорціумом про створення Національного банку Республіки Гаїті. У 1916 році банк почав емісію банкнот, в 1935 році — націоналізований. 17 серпня 1979 року банк ліквідований, на його базі створені Національний кредитний банк і Банк Республіки Гаїті.